# Mills' Mess

O padrão de malabarismo Mills' Mess feito com com 3 bolas

No malabarismo de arremesso, Mills' Mess é um padrão de malabarismo popular, normalmente executado com três bolas, embora os adereços usados e o número de objetos possam variar. O padrão foi inventado pelo malabarista Steve Mills e nomeado em sua homenagem. É um truque bem conhecido entre os malabaristas e aprendê-lo é considerado um marco, pois constitui "um padrão incompreensível de bolas circulando, mãos cruzadas e descruzadas e pegadas inesperadas".
A base desse padrão é uma cascata reversa tradicional ("3" na notação siteswap) com uma "bagunça" (mess) extra adicionada ao cruzar e descruzar os braços. O efeito criado faz parecer que as bolas se perseguem de um lado para o outro. Pode ser visto também como um padrão windmill que muda de direção a cada três lançamentos.

## Origem moderna
O padrão de malabarismo Mills' Mess foi inventado no início dos anos 1970 (entre 1974 e 1975). Steve Mills estava experimentando muitas variações diferentes que seu professor Ron Graham, Ron Lubman e alguns outros estavam fazendo no Central Park. Steve foi inspirado a fazer uma variação com as duas mãos de um truque de cruzamento dos braços realizado por Ron Lubman. Steve inventou o truque enquanto tentava fazer uma transição suave do windmill com a mão direita para windmill com a mão esquerda. Sobre o nome do truque, Steve Mills acrescenta: "O padrão recebeu o nome de outros malabaristas na Convenção Internacional de Malabarismo de 1976 em Los Angeles, Califórnia. Steve Mills não sabia como "ensinar" esse padrão e, enquanto tentava diferentes métodos de ensino desse padrão com muitos malabaristas proficientes, eles gritavam 'isso é uma bagunça'."

Rubenstein's Revenge

## Variantes
O Mills' Mess pode ser combinado com os truques chops, claws ou outras manobras de malabarismo ou floreios para criar um padrão moderadamente mais difícil do que a tradicional cascata de três bolas. Embora mais comumente executado com bolas, beanbags ou objetos semelhantes, o padrão é adaptável a argolas, claves, tochas e a uma variedade de outros adereços de malabarismo. Variações desses padrões com quatro, cinco e (recentemente) seis e sete bolas também foram executadas, assim como com quatro, cinco e seis claves.

### Rubenstein's Revenge
Rubenstein's Revenge (a vingança de Rubenstein) é um Mills' Mess fortemente embelezado e distorcido. É uma das variações mais famosas do Mills' Mess, nomeada por George Gillson em homenagem ao seu inventor, Rick Rubenstein.

Mills' Mess com 4 bolas

Outras variações conhecidas são Boston Mess (com as bolas lançadas em colunas), Eric's Extension (com os braços cruzando duas vezes - em vez de uma - em cada lado do movimento), e Inside Out (que combina o Mills' Mess com diferentes chops - varredura para baixo ou floreio da mão que acabou de pegar e está segurando uma bola).

### Siteswaps
O Mills' Mess é uma distorção de forma envolvendo o movimento de cruzar e descruzar o braço, que é independente do siteswap que está sendo executado. Qualquer siteswap com qualquer número de objetos pode, em teoria, ser feito no Mills' Mess. É apenas uma distorção da forma do padrão. O Mill's Mess padrão tem o siteswap 3, mas também já foram executados Mills' Messes de 441, 531 (torre), 534 (quatro adereços) e muitos outros.